# Лучки (округ Ж'яр-над-Гроном)
Лучки (словац. Lúčky) — село, громада округу Ж'яр-над-Гроном, Банськобистрицький край, центральна Словаччина, регіон Теков. Кадастрова площа громади — 8,24 км².
Населення 200 осіб (станом на 31 грудня 2017 року).

## Історія
Лучки згадуються в 1429 році.

## Населення
| Рік:            | 1994. | 2004.    | 2014.   | 2024.   |
| --------------- | ----- | -------- | ------- | ------- |
| Кількість осіб: | 192   | 213      | 212     | 194     |
| Різниця:        |       | +10,93 % | -0,46 % | -8,49 % |

| Рік:            | 2023. | 2024.   |
| --------------- | ----- | ------- |
| Кількість осіб: | 196   | 194     |
| Різниця:        |       | -1,02 % |